# Haruo Arima
Haruo Arima (有馬 暎夫?, Arima Haruo; fl. XX secolo) è stato un calciatore giapponese, di ruolo centrocampista.